# Meridian (Idaho)
Pour les articles homonymes, voir Meridian.
Meridian est une ville américaine située dans l'Idaho au sein de l'aire métropolitaine de Boise (comté d'Ada), la capitale de l'État. 
La population de la ville, en très forte augmentation ces dernières années, était estimée à 59 832 habitants en 2006.
Meridian abrite le quartier général de la police d'État de l'Idaho.

## Démographie
| Groupe            | Meridian | Idaho | États-Unis |
| ----------------- | -------- | ----- | ---------- |
| Blancs            | 92,0     | 89,1  | 72,4       |
| Métis             | 2,9      | 2,5   | 2,9        |
| Autres            | 1,9      | 5,1   | 6,4        |
| Asiatiques        | 1,8      | 1,2   | 4,8        |
| Afro-Américains   | 0,8      | 0,6   | 12,6       |
| Amérindiens       | 0,5      | 1,4   | 0,9        |
| Océaniens         | 0,1      | 0,2   | 0,2        |
| Total             | 100      | 100   | 100        |
|                   |          |       |            |
| Latino-Américains | 6,8      | 11,2  | 16,7       |

Selon l'American Community Survey pour la période 2011-2015, 91,59 % de la population âgée de plus de 5 ans déclare parler l'anglais à la maison, 4,05 % déclare parler l'espagnol et 0,79 % une langue chinoise, 0,60 % le serbo-croate, 0,56 % l'ukrainien et 2,41 % une autre langue.
| 1910 | 1920  | 1930  | 1940  | 1950  | 1960  |
| ---- | ----- | ----- | ----- | ----- | ----- |
| 619  | 1 000 | 1 004 | 1 465 | 1 810 | 2 081 |

| 1970  | 1980  | 1990  | 2000   | 2010   | 2020    |
| ----- | ----- | ----- | ------ | ------ | ------- |
| 2 616 | 6 658 | 9 596 | 34 919 | 75 092 | 117 635 |